# 佐世保漢堡

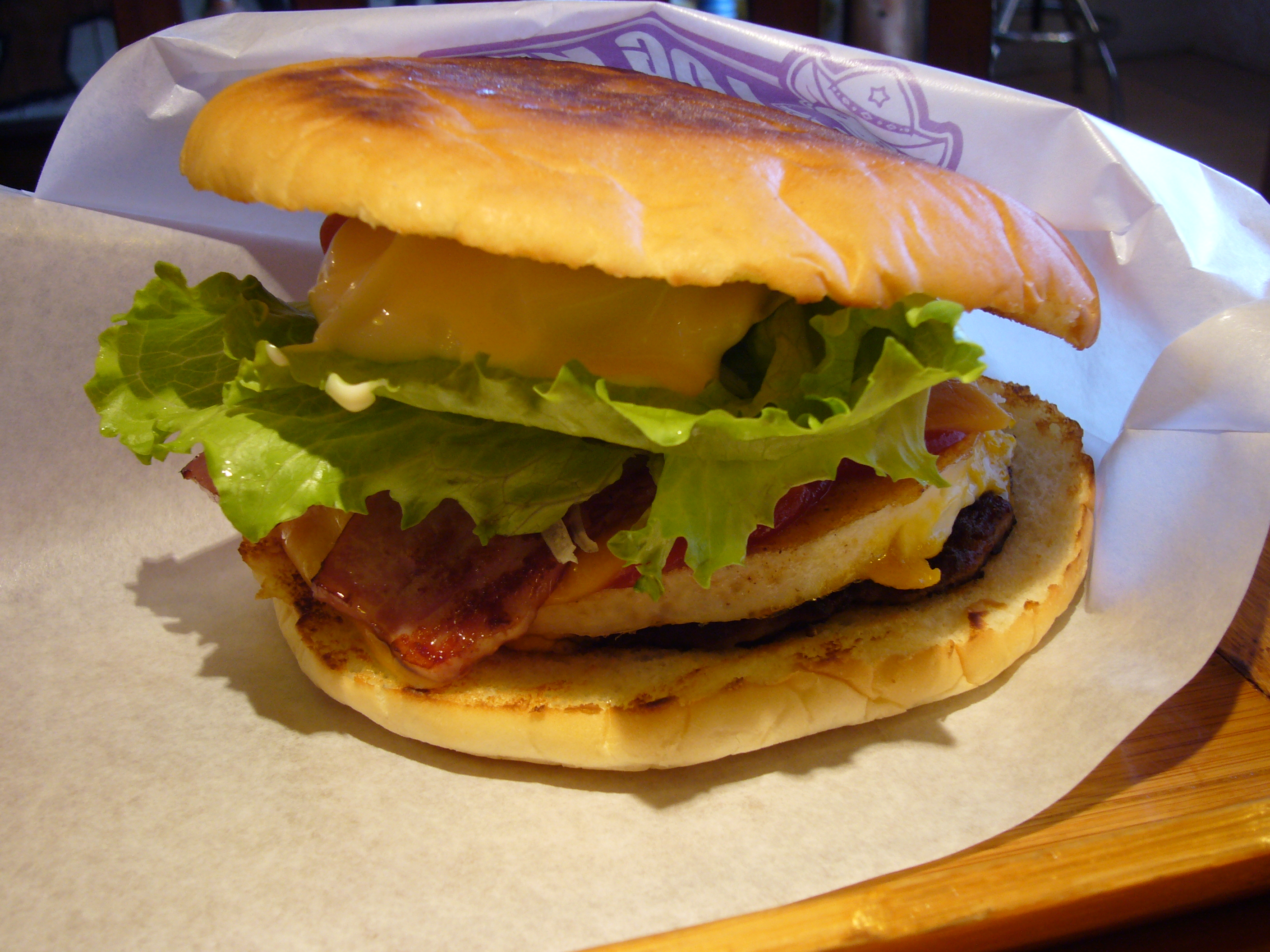
佐世保漢堡

佐世保漢堡（日语：佐世保バーガー、させぼバーガー）是指日本長崎縣佐世保市手工製作的漢堡包。佐世保漢堡起源於二戰後進駐這裡的美軍傳授的漢堡包製作方法。2019年，佐世保漢堡登錄成為地域團體商標。

## 外部連結
- SIGHT-SASEBO on LINE「佐世保バーガーMAP」